# Коротеев, Анатолий Анатольевич
Анатолий Анатольевич Коротеев (род. 23 ноября 1960, Москва) — директор центра новых космических технологий Московского авиационного института, действительный член РАН, доктор технических наук, профессор, ведущий специалист России в области энергетики.
Академик РАН (2011, член-корреспондент РАН с 2003).

## Научные работы
- Безопасность эксплуатации ядерных реакторных установок / А. А. Коротеев, В. Г. Мадеев. — М. : Изд-во МАИ, 2001. — 196 с. — ISBN 5-7035-2491-1
- Малогабаритные энергонапряжённые системы транспортировки электронных пучков в плотные среды / А. А. Коротеев. — М. : Машиностроение, 2003. — 224 с. — ISBN 5-217-03165-4
- Капельные холодильники-излучатели космических энергетических установок нового поколения / А. А. Коротеев. — Москва : Машиностроение-Полёт : Машиностроение, 2008. — 182, [1] с. : ил., табл.; 21 см; ISBN 978-5-217-03425-3

## Патенты[1]
- Генератор синтез-газа
- Капельный холодильник-излучатель
- Способ работы ядерной энергодвигательной установки (яэду) и устройство для его реализации (варианты)

## Награды
Премия Правительства РФ (2012)

## Семья
Отец — Коротеев, Анатолий Сазонович